# 王佑修
王佑修（?—?），安徽省六安直隸州英山縣人，清朝政治人物、進士出身。
光緒三年（1877年），参加丁丑科殿試，登進士二甲第57名。同年五月，分部學習。光绪二十一年，担任山东海陽縣知縣。